# Mesocentrotus franciscanus
Mesocentrotus franciscanus is een zee-egel uit de familie Strongylocentrotidae.
De wetenschappelijke naam van de soort werd in 1863 gepubliceerd door Alexander Agassiz.

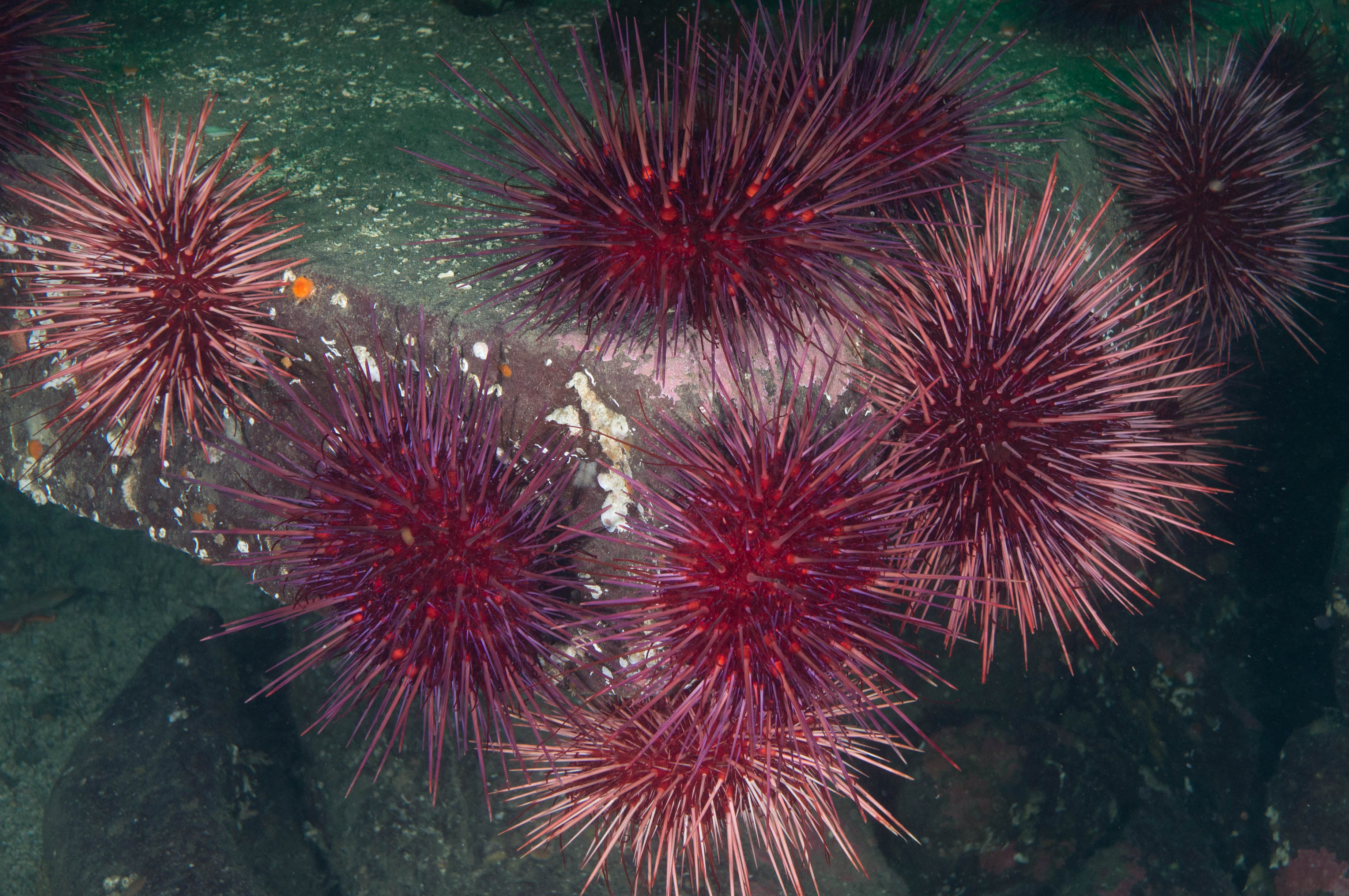
Mesocentrotus franciscanus in Canada
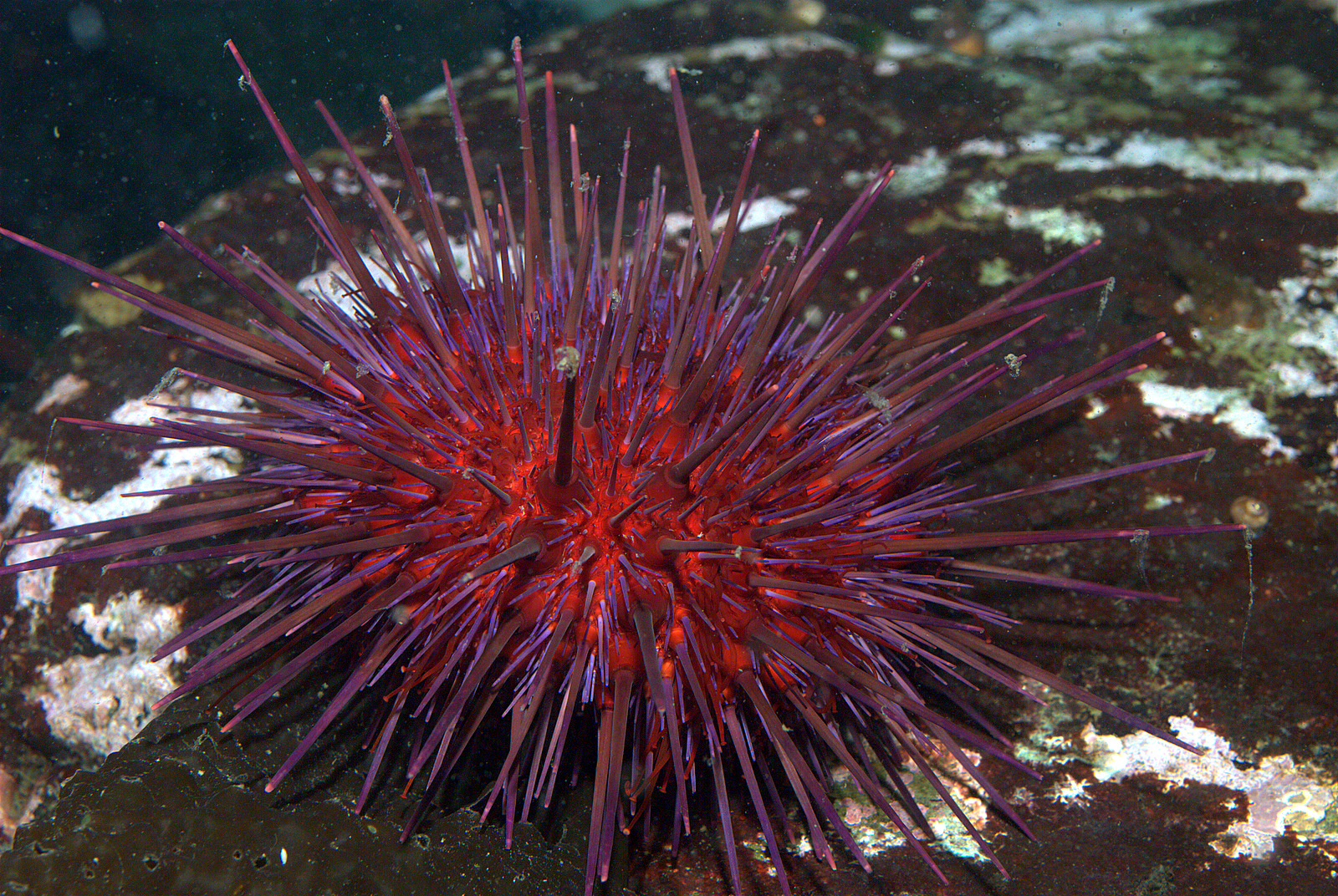
Enkel exemplaar in Canada
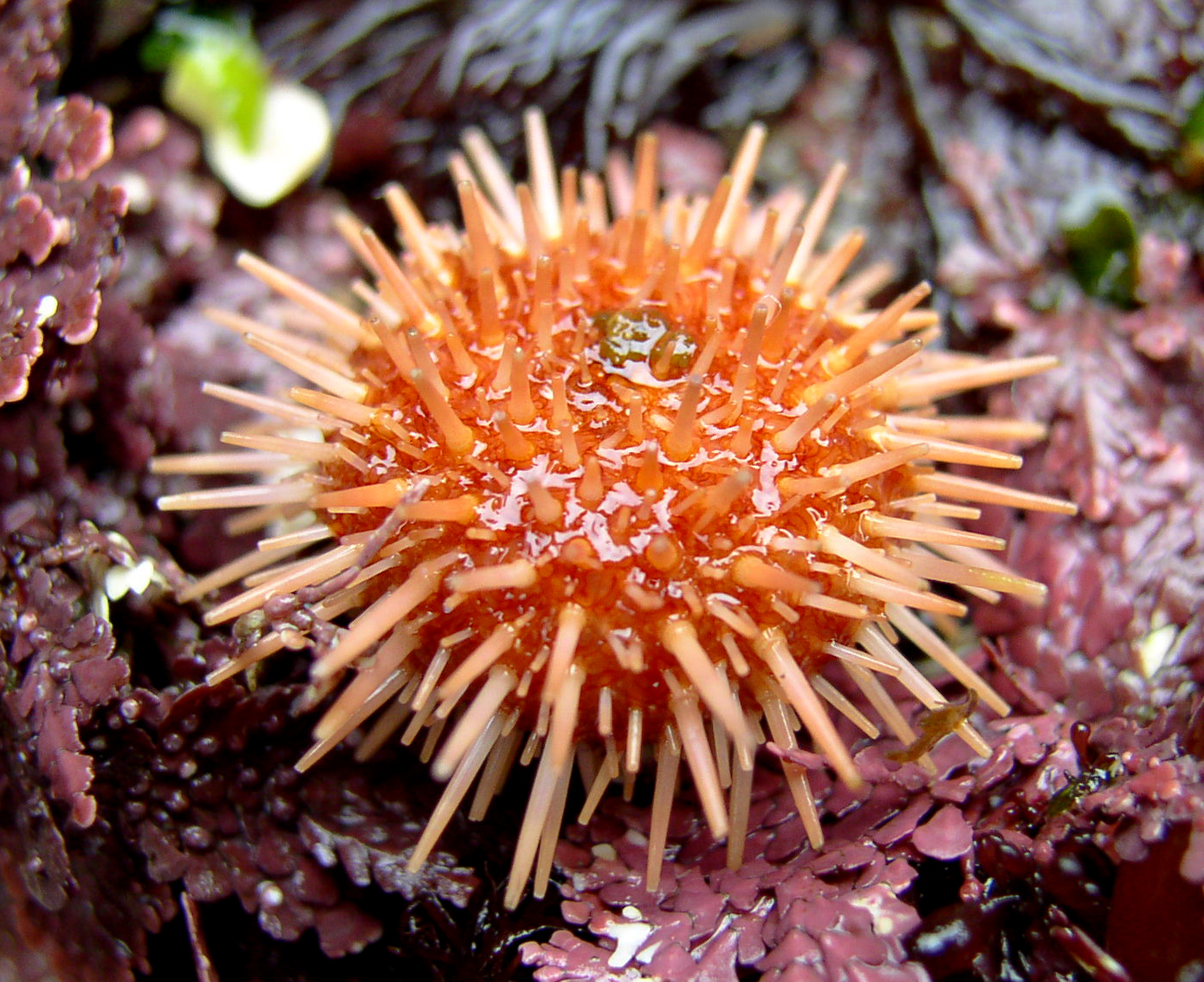
Een jonge Mesocentrotus franciscanus